# Psychonaut
Psychonaut – singiel Fields Of The Nephilim z roku 1989 wydany nakładem Situation Two. Jako pierwszy w dorobku zespołu ukazał się we wszystkich dostępnych wersjach: winylowej (7" i 12"), kompaktowej i kasetowej. Psychonaut pierwotnie był jednym, 20-minutowym utworem, jednak podzielono go na 4 części i wydano wyłącznie na singlach w różnych konfiguracjach, wraz z utworem Celebrate (2nd seal), pochodzącym z albumu The Nephilim.

Spis utworów:
wersja winylowa 7":
1. Psychonaut Lib I
2. Celebrate (2nd seal)

wersja winylowa 12":
1. Psychonaut Lib III
2. Celebrate (2nd seal)

wersja cd:
1. Psychonaut Lib IIII (9:20)
2. Celebrate (2nd seal) (6:06)
3. Psychonaut Lib II (4:11)

wersja mc:
1. Psychonaut Lib III
2. Celebrate (2nd seal)
3. Psychonaut Lib I